# Magdi Saad
Pour les articles homonymes, voir Saad.
Magdi Saad, né en 1954 et mort en mars 2011, est un joueur de squash représentant l'Égypte.  Il atteint en août 1986 la 11e place mondiale sur le circuit international, son meilleur classement.

## Biographie
Magdi Saad participe aux British Open chaque année entre 1980 et 1984, atteignant le 3e tour à trois reprises. Entre 1982 et 1987, Magdi Saad participe cinq fois aux championnats du monde. Sa meilleure performance a eu lieu en 1985, lorsqu'il atteint les quarts de finale où il s'incline face à Gawain Briars en quatre jeux.
Après sa carrière de joueur, il devient entraîneur de squash. En plus des joueurs individuels, il entraîne des équipes, dont l'équipe nationale égyptienne qui remporte son premier titre mondial en 1999. 